# Michael Waltrip
Michael Waltrip (ur. 30 kwietnia 1963 roku w Owensboro) – amerykański kierowca wyścigowy. Jest współwłaścicielem zespołu Michael Waltrip Racing oraz komentatorem wyścigów samochodowych.

## Kariera
Waltrip rozpoczął karierę w międzynarodowych wyścigach samochodowych w 1983 roku od startów w NASCAR Darlington Dash Series, gdzie odniósł sześć zwycięstw. Zdobył tam tytuł mistrza serii. W późniejszych latach Amerykanin pojawiał się także w stawce Daytona Dash Series Central, NASCAR Winston Cup, NASCAR Xmas 500, NASCAR Busch Series, Winston West Series, NASCAR Truck Series, NASCAR Nextel All-Star Challenge, Coors Light Late Model Championship, NASCAR Nextel All-Star Challenge, NASCAR Elite Division Southwest, NASCAR Budweiser Shootout, NASCAR Sprint Showdown, NASCAR Sprint Cup Series, NASCAR Nationwide Series, FIA GT2 European Cup, NASCAR K&N Pro Series - West, 24H Series, 24-godzinnego wyścigu Le Mans, Denny Hamlin's Short Track Showdown, NASCAR Camping World Truck Series, FIA World Endurance Championship oraz Grand American Rolex Series.

## Wyniki w 24h Le Mans
| Rok  | Zespół   | Partnerzy                 | Samochód               | Klasa   | Okr. | Poz. | Klasa Pos. |
| ---- | -------- | ------------------------- | ---------------------- | ------- | ---- | ---- | ---------- |
| 2011 | AF Corse | Robert Kauffman Rui Águas | Ferrari 458 Italia GTC | GTE Pro | 178  | NU   | NU         |